# Confrontos em Nukuʻalofa em 2006
Os confrontos em Nuku'alofa de 2006, também conhecidos como confrontos em Tonga de 2006, começaram em 16 de novembro, na capital tonganesa de Nuku'alofa. A Assembleia Legislativa de Tonga deveria encerrar o ano e, apesar das promessas de ação, pouco fez para avançar a democracia no governo. Uma multidão de defensores da democracia tomou as ruas em protesto. Os tumultos resultaram numa série de casos de roubos, saques, furtos de veículos, incêndio criminoso e vários danos materiais.

## Origem

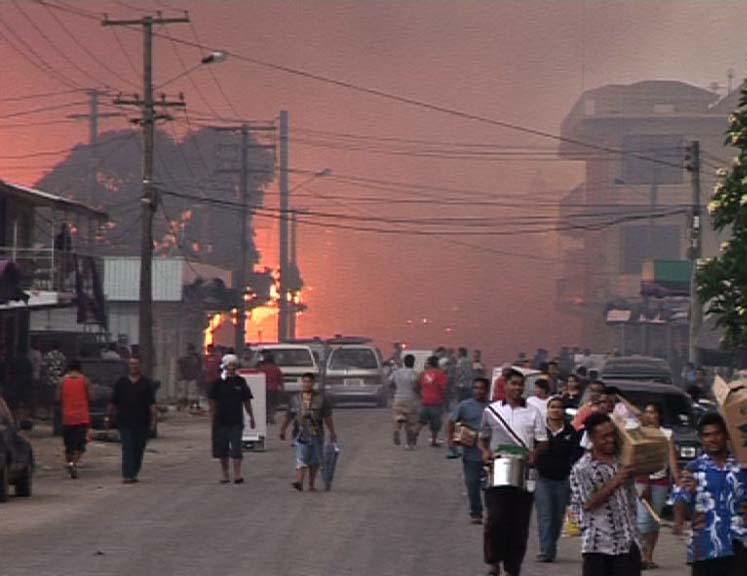
Saqueadores caminhando.

Os conflitos são consequência de uma instabilidade iniciada no ano anterior para obter a revisão do sistema político do país.
Até então, a assembleia legislativa era composta por 30 membros, dos quais apenas 9 eram designados pelo povo por sufrágio universal, sendo os outros 21 nomeados pelo rei entre as 33 famílias que compunham a aristocracia do país. A esta composição opunha-se o Movimento Pró-Democracia, em particular ʻAkilisi Pōhiva, deputado eleito do povo.
Enquanto milhares de pessoas reivindicam uma votação sobre as reformas democráticas a serem realizadas antes do recesso, o governo adia a sessão.

## Consequências
As estimativas dos danos variaram. Algumas estimativas declararam que 60 a 80% do distrito comercial central foi destruído.
Em 17 de novembro foi anunciado que oito cadáveres foram encontrados em ruínas carbonizadas.
No mesmo dia, o governo tonganês declarou estado de emergência. Apenas bombeiros, polícia, trabalhadores de serviços públicos, etc. foram permitidos dentro de um perímetro definido pela estrada Vuna, estrada ʻAlipate, estrada Mateialona e estrada Tupoulahi. Os moradores daquela área só poderiam entrar depois de serem revistados. Até o mês seguinte, reuniões de mais de cinco pessoas eram ilegais naquela área. As leis de emergência deram às forças de segurança o direito de parar e revistar as pessoas sem mandado.
Ao mesmo tempo, a embaixada chinesa fretou um avião para evacuar cidadãos chineses.
O governo tonganês acabou por concordar que a nova assembleia resultante das eleições marcadas para 2008 teria uma composição exatamente oposta à que prevalecia até então (com a maioria dos representantes eleitos por voto popular). O primeiro-ministro e seu governo também prometeram acelerar a transformação das instituições semifeudais para um modelo mais democrático.
Em 18 de novembro, 110 soldados e 44 policiais da Austrália e da Nova Zelândia chegaram para ajudar a polícia local a estabelecer a ordem. O exército da Nova Zelândia deveria ser responsável pela segurança do aeroporto e a polícia deveria proteger o Alto Comissariado. O contingente australiano do 1.º Batalhão do Regimento Real Australiano, deveria ajudar e aliviar a exausta polícia tonganesa.
Em 20 de novembro, algumas empresas transferiram-se temporariamente para os subúrbios. Alguns itens saqueados foram devolvidos. A polícia estava guardando o centro de telecomunicações e investigando os registros de chamadas móveis. De acordo com o jornal Matangi Tonga, 26 prisões foram feitas e o número de mortes foi reduzido para seis.